# Clarksville (Indiana)
Clarksville – miasto w Stanach Zjednoczonych, w stanie Indiana, w hrabstwie Clark.

## Miasta partnerskie
- Bewdley
- Melton Mowbray
- La Garenne-Colombes